# Joep van Liefland
Joep van Liefland (* 1966 in Utrecht) ist ein zeitgenössischer Konzeptkünstler aus den Niederlanden. Er lebt und arbeitet in Berlin.

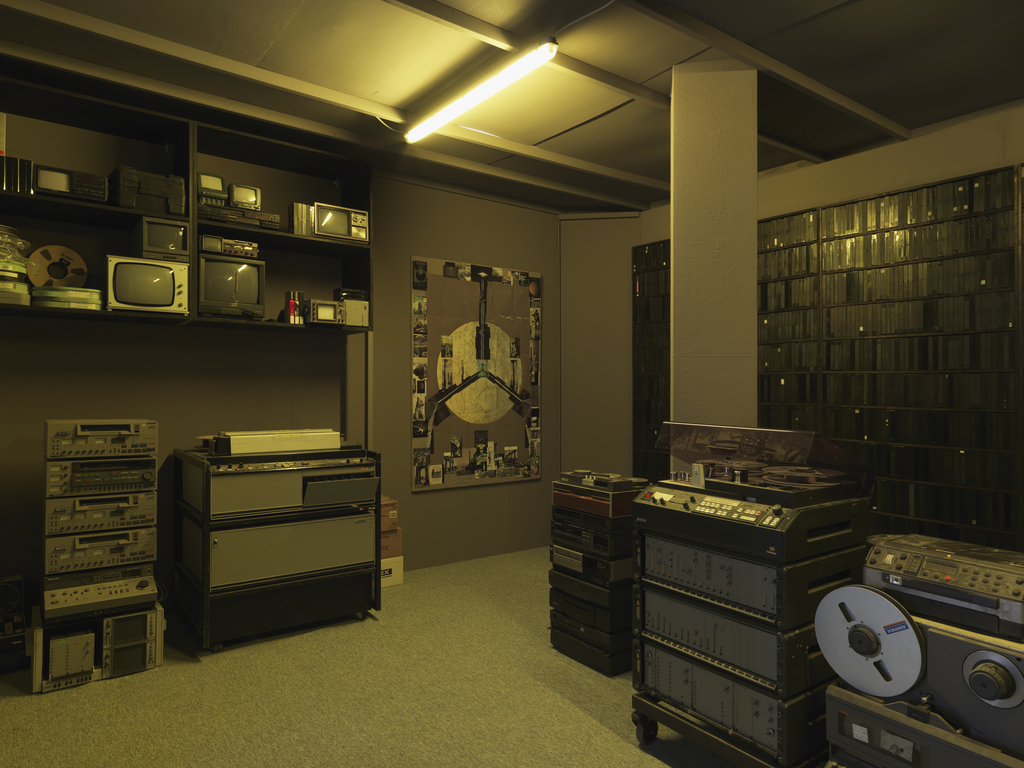
Video Palace 38

Er befasst sich mit der Phänomenologie der Medien und deren Transformation. Der thematische Schwerpunkt liegt dabei auf den Aspekten Vergänglichkeit und Auflösung, die mit dem technologischen Fortschritt einhergehen. Am Beispiel der Technologie spricht Joep van Liefland über die Natur der Veränderungsprozesse und über universelle Prinzipien, die dem Übergang vom Alten zum Neuen zugrunde liegen. 

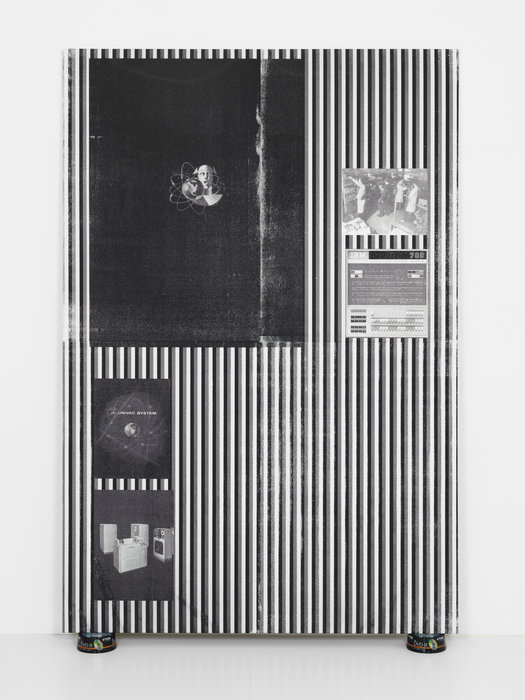
RGB BW comp arch DB 200145 K0405, 2014

Für seine Kunstwerke benutzt Joep van Liefland diverse veraltete Distributions- und Speichergeräte, die er zu raumfüllenden Installationen arrangiert (wie in der Werkserie „VIDEO PALACE“) oder in Form von Skulpturen, Wandobjekten, Siebdrucken und Collagen gestaltet.
Seit 2001 führt Joep van Liefland zusammen mit Maik Schierloh den Ausstellungsraum AUTOCENTER in Berlin, wo regelmäßig internationale Kunstpositionen präsentiert werden.

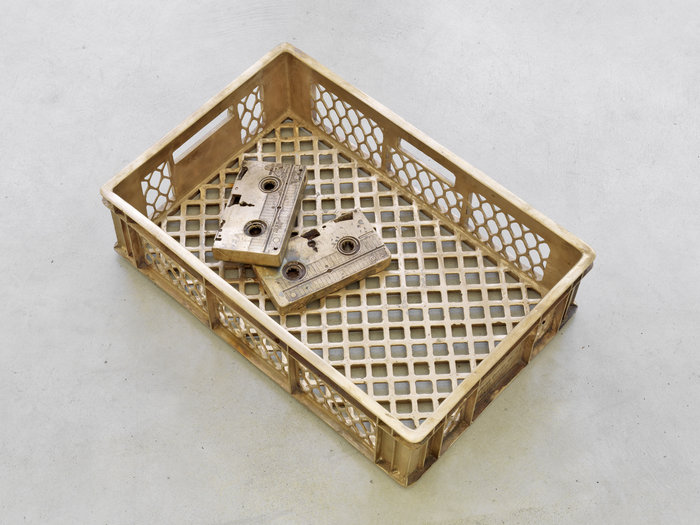
Distribution 1, 2013

## Einzelausstellungen (Auswahl)
- 2015 True RGB, Galerie Gebr. Lehmann, Dresden
- 2015 Men in Pain, Ramiken Crucible, New York
- 2014 abc - art berlin contemporary 2014
- 2014 Video Palace #37 – MANIAC, Museum Goch, Goch
- 2013 Traces, Galerie Gebr. Lehmann, Berlin
- 2013 Expired, Galerie Parisa Kind, Frankfurt am Main
- 2011 Metaphysics 2 E 56, Galerie Gebr. Lehmann, Dresden
- 2011 White Noise and Reverberation (mit Bernhard Schreiner), Kunstverein Augsburg
- 2011 Video Palace #33 – Living Dead 1264, Galerie Kai Erdmann, Hamburg
- 2010 Black Systems (Extended Version), Stedelijk Museum Büro Amsterdam, Amsterdam
- 2009 Video Palace 28 – Afterlife, AMP Gallery, Athen
- 2008 Video Palace #26 – Black Hole of Entertainment, Galerie Layr Wuestenhagen, Vienna
- 2007 Video Palace #23 – Hollywood was yesterday, L’Atelier-Galerie Jean Brolly, Paris

## Gruppenausstellungen (Auswahl)
- 2019 POSTCARD RELOADED, Europäischer Kunstverein im Kunstraum Potsdam:
- 2014 Daily Memories, Kunstmuseum Kloster Unser Lieben Frauen, Magdeburg
- 2014 Unendlicher Spass, Schirn Kunsthalle Frankfurt
- 2013 Oranje, Schlifka/Molina, Buenos Aires
- 2013 Analogital, Utah Museum of Contemporary Art, Salt Lake City
- 2012 The Garden of Eden, Palais de Tokyo, Paris
- 2011 Redefine:Readymade, Kunstverein, Schwerin
- 2010 Schwarz, Märkisches Museum Witten
- 2009 Wach sind nur die Geister, HMKV Hartware MedienKunstVerein, Dortmund